# Reidar Goa
Reidar Goa (8 de abril de 1942-8 de septiembre de 2018) fue un futbolista noruego que jugaba en la demarcación de defensa. 

## Biografía
Su primer equipo fue Randaberg IL antes de fichar en 1966 por el Viking FK, club con el que militó hasta 1977 con 404 partidos. Jugó cuatro partidos con la selección noruego entre 1970 y 1975. Con Viking ganó el título de la Liga noruega en cuatro ocasiones (1972, 1973, 1974 y 1975).

## Clubes
| Club         | País    | Año       | Partidos | Goles |
| ------------ | ------- | --------- | -------- | ----- |
| Randaberg IL | Noruega |           | 180      |       |
| Viking FK    | Noruega | 1966–1977 | 404      |       |